# The Silent Baron
Pour plus de détails, voir Fiche technique et Distribution.
The Silent Baron est un film d'action dramatique nigérian sorti en 2021, réalisé et produit par Ifeanyi Ukaeru et Richard Omos Iboyi en collaboration avec l'Agence nationale d'application de la loi sur les drogues, sous la société de production d'Ekwe Nche Entertainment Limited. Ce film vise à sensibiliser et à célébrer la Journée des Nations unies contre l'abus et le trafic illicite des drogues,,,. Le film présente Ejike Asiegbu, Sani Muazu, Ngozi Nwosu, Nancy Isime, Enyinna Nwigwe, Anthony Munjaro et Doris Ifeka.

## Première
Le 26 juin 2021, le film a été présenté pour la première fois au Silverbird Entertainment Center à Abuja, à l'occasion de la Journée des Nations unies contre l'abus et le trafic illicite de drogues. L'événement a été honoré par la présence du vice-président du Nigeria, le professeur Yemi Osinbajo, ainsi que du président de l'Agence nationale d'application des lois sur les drogues, Buba Marwa. D'autres personnalités notables telles que le sénateur Ishaku Abbo, représentant du district sénatorial nord d'Adamawa, et Aishatu Dahiru Ahmed (Binani), membre représentant le sénateur du district sénatorial central d'Adamawa, étaient également présentes. De plus, le directeur général du Conseil national des arts et de la culture, Otunba Olusegun Runsewe, l'ancien président de la Commission des crimes économiques et financiers (EFCC), Farida Waziri, et le secrétaire de NDLEA, Barr. Shedrack Haruna ont assisté à l'événement,.

## Synopsis
Anselm est impliqué dans le trafic de drogue et recrute de jeunes femmes pour participer à ses activités illicites. Il attire une femme dans une relation sous de faux prétextes afin de l'exploiter comme messagère. Anselme croise la route de Frank, un agent très strict de la NDLEA dont la mission est d'empêcher le Nigeria d'être décertifié par l'American Drug Administration en raison de l'augmentation des activités liées à la drogue.

## Distribution
- Adunni Adé
- Anthony Monjaro
- Enyinna Nwigwe
- Jibola Dabo
- Nancy Isime
- Ngozi Nwosu
- Doris Iféka
- Ejike Asiegbu
- Priscilla Okpara